# Hallenweltmeisterschaften im Bogenschießen 2009
Die 10. Hallenweltmeisterschaften im Bogenschießen wurden vom 3. bis 8. April 2009 im polnischen Rzeszów ausgetragen.

## Ergebnisse

### Recurvebogen
| Disziplin         | Gold                                                        | Silber                                                         | Bronze                                                     |
| ----------------- | ----------------------------------------------------------- | -------------------------------------------------------------- | ---------------------------------------------------------- |
| Männer Einzel     | Jawor Christow                                              | Rafał Dobrowolski                                              | Jean-Charles Valladont                                     |
| Frauen Einzel     | Kristina Berger                                             | Natalia Valeeva                                                | Bérengère Schuh                                            |
| Männer Mannschaft | Vereinigte Staaten Brady Ellison Staten Holmes Vic Wunderle | Italien Michele Frangilli Mauro Nespoli Amedeo Tonelli         | Mexiko Rodrigo Lastra Juanjo Serrano Eduardo Vélez         |
| Frauen Mannschaft | Italien Pia Lionetti Elena Tonetta Natalia Valeeva          | Deutschland Susanne Poßner Elena Richter Kristina Heigenhauser | Russland Sanchi Obodojewa Natalja Erdynijewa Xenija Perowa |

### Compoundbogen
| Disziplin         | Gold                                                                    | Silber                                                     | Bronze                                                              |
| ----------------- | ----------------------------------------------------------------------- | ---------------------------------------------------------- | ------------------------------------------------------------------- |
| Männer Einzel     | Chance Beaubouef                                                        | Jesse Broadwater                                           | Dominique Genet                                                     |
| Frauen Einzel     | Mary Zorn                                                               | Holly Larson                                               | Erika Anschutz                                                      |
| Männer Mannschaft | Vereinigte Staaten Jesse Broadwater Braden Gellenthien Chance Beaubouef | Großbritannien James Bingham Duncan Busby Andrew Rikunenko | Frankreich Sébastien Brasseur Pierre-Julien Deloche Dominique Genet |
| Frauen Mannschaft | Vereinigte Staaten Mary Zorn Holly Larson Erika Anschutz                | Großbritannien Rikki Bingham Lucy Holderness Nicola Hunt   | Italien Laura Longo Eugenia Salvi Giorgia Solato                    |

## Medaillenspiegel
| Platz  | Land               | Gold | Silber | Bronze | Gesamt |
| ------ | ------------------ | ---- | ------ | ------ | ------ |
| 1      | Vereinigte Staaten | 5    | 2      | 1      | 8      |
| 2      | Italien            | 1    | 2      | 1      | 4      |
| 3      | Deutschland        | 1    | 1      | –      | 2      |
| 4      | Bulgarien          | 1    | –      | –      | 1      |
| 5      | Großbritannien     | –    | 2      | –      | 2      |
| 6      | Polen              | –    | 1      | –      | 1      |
| 7      | Frankreich         | –    | –      | 4      | 4      |
| 8      | Mexiko             | –    | –      | 1      | 1      |
| 8      | Russland           | –    | –      | 1      | 1      |
| Gesamt | Gesamt             | 8    | 8      | 8      | 24     |